# Commonwealth Games 2002/Teilnehmer (Namibia)
| Gelbes Symbol für Goldmedaillen mit stilisierten Olympischen Ringen | Graues Symbol für Silbermedaillen mit stilisierten Olympischen Ringen | Braundes Symbol für Bronzemedaillen mit stilisierten Olympischen Ringen |
| ------------------------------------------------------------------- | --------------------------------------------------------------------- | ----------------------------------------------------------------------- |
| 1                                                                   | —                                                                     | 4                                                                       |

Bei den Commonwealth Games 2002 nahm Namibia mit 31 Athleten teil und konnte eine Gold- und vier Bronzemedaillen gewinnen.

## Medaillen

### Medaillenspiegel
| Rang   | Sportart       | Gold | Silber | Bronze | Gesamt |
| ------ | -------------- | ---- | ------ | ------ | ------ |
| 1      | Leichtathletik | 1    | –      | 1      | 2      |
| 2      | Boxen          | –    | –      | 2      | 2      |
| 3      | Schießen       | –    | –      | 1      | 1      |
| Gesamt | Gesamt         | 1    | –      | 4      | 5      |

### Medaillengewinner
| Name/n                       | Sportart       | Wettkampf               |
| ---------------------------- | -------------- | ----------------------- |
| Gold                         |                |                         |
| Frank Fredericks             | Leichtathletik | 200 m                   |
| Bronze                       |                |                         |
| Veikko Josua                 | Boxen          | bis 57 kg               |
| Ali Nuumbembe                | Boxen          | bis 67 kg               |
| Agnes Samaria                | Leichtathletik | 800 m                   |
| Leon Malherbe Friedhelm Sack | Schießen       | 10 m Luftpistole – Paar |

## Teilnehmer nach Sportarten

### Bowls
| Athleten                                                          | Wettbewerb | Qualifikation   | Qualifikation | Viertelfinale   | Viertelfinale | Halbfinale      | Halbfinale | Finale          | Finale |
| Athleten                                                          | Wettbewerb | Gegner Ergebnis | Rang          | Gegner Ergebnis | Rang          | Gegner Ergebnis | Rang       | Gegner Ergebnis | Rang   |
| ----------------------------------------------------------------- | ---------- | --------------- | ------------- | --------------- | ------------- | --------------- | ---------- | --------------- | ------ |
| Männer                                                            |            |                 |               |                 |               |                 |            |                 |        |
| Douw Calitz                                                       | Einzel     |                 | 4             |                 |               |                 |            |                 |        |
| Willem Esterhuizen Alexander Joubert Graham Snyman Julian Viljoen | 4er Team   |                 | 3             |                 |               |                 |            |                 |        |

### Boxen
| Athleten         | Wettbewerb  | Vorrunde 1 | Vorrunde 1 | Vorrunde 2 | Vorrunde 2 | Viertelfinale | Viertelfinale | Halbfinale | Halbfinale | Finale | Finale   |
| Athleten         | Wettbewerb  | Gegner     | Ergebnis   | Gegner     | Ergebnis   | Gegner        | Ergebnis      | Gegner     | Ergebnis   | Gegner | Ergebnis |
| ---------------- | ----------- | ---------- | ---------- | ---------- | ---------- | ------------- | ------------- | ---------- | ---------- | ------ | -------- |
| Männer           |             |            |            |            |            |               |               |            |            |        |          |
| Joseph Jermia    | bis 48 kg   |            |            |            |            |               |               |            |            |        | 5        |
| Veikko Josua     | bis 57 kg   |            |            |            |            |               |               |            |            |        | 3        |
| Nicanor Natangwe | bis 60 kg   |            |            |            |            |               |               |            |            |        | 5        |
| Jason Naule      | bis 63,5 kg |            |            |            |            |               |               |            |            |        |          |
| Ali Nuumbembe    | bis 67 kg   |            |            |            |            |               |               |            |            |        | 3        |

### Gymnastik
| Frauen         |            |        |    |
| Lorraine Moore | Artistisch | 27,575 | 24 |
| Männer         |            |        |    |
| Jaco Mostert   | Artistisch | 44,350 | 23 |

### Leichtathletik
Laufen und Gehen
| Athleten            | Wettbewerb   | Runde 1          | Runde 1          | Halbfinale       | Halbfinale       | Finale           | Finale           | Rang             |
| Athleten            | Wettbewerb   | Zeit             | Rang             | Zeit             | Rang             | Zeit             | Rang             | Rang             |
| ------------------- | ------------ | ---------------- | ---------------- | ---------------- | ---------------- | ---------------- | ---------------- | ---------------- |
| Frauen              |              |                  |                  |                  |                  |                  |                  |                  |
| Elizabeth Mongudhi  | Marathonlauf | –                | –                | –                | –                | 2:49:19 h        | 10               | 10               |
| Beata Naigambo      | Marathonlauf | –                | –                | –                | –                | 2:47:22 h        | 9                | 9                |
| Agnes Samaria       | 800 m        |                  |                  |                  |                  | 1:59,15 min      | 3                | 3                |
| Männer              |              |                  |                  |                  |                  |                  |                  |                  |
| Frank Fredericks    | 100 m        | nicht angetreten | nicht angetreten | nicht angetreten | nicht angetreten | nicht angetreten | nicht angetreten | nicht angetreten |
| Frank Fredericks    | 200 m        |                  |                  |                  |                  | 20,06 s          | 1                | 1                |
| Willie Smith        | 400 m Hürden |                  |                  |                  |                  | 50,14 s          | 6                | 6                |
| Luketz Swartbooi    | Marathonlauf | –                | –                | –                | –                | 2:13:40 h        | 5                | 5                |
| Christoffel van Wyk | 100 m        | 10,58 s          | 6                | ausgeschieden    | ausgeschieden    | ausgeschieden    | ausgeschieden    |                  |

### Radsport (Straße)
| Athleten              | Wettbewerb    | Zeit          | Rang          |
| --------------------- | ------------- | ------------- | ------------- |
| Männer                |               |               |               |
| Marc Bassingthwaighte | Straßenrennen | nicht beendet | nicht beendet |
| Mannie Heymans        | Straßenrennen | 4:57:20 h     | 29            |
| Erik Hoffman          | Straßenrennen | nicht beendet | nicht beendet |
| Erik Hoffman          | Zeitfahren    | 1:13:32,89 h  | 26            |

### Ringen
| Athleten          | Wettbewerb | Achtelfinale | Achtelfinale | Viertelfinale | Viertelfinale | Halbfinale | Halbfinale | Hoffnungsrunde Halbfinale | Hoffnungsrunde Halbfinale | Hoffnungsrunde Finale | Hoffnungsrunde Finale | Finale | Finale   | Rang |
| Athleten          | Wettbewerb | Gegner       | Ergebnis     | Gegner        | Ergebnis      | Gegner     | Ergebnis   | Gegner                    | Ergebnis                  | Gegner                | Ergebnis              | Gegner | Ergebnis | Rang |
| ----------------- | ---------- | ------------ | ------------ | ------------- | ------------- | ---------- | ---------- | ------------------------- | ------------------------- | --------------------- | --------------------- | ------ | -------- | ---- |
| Männer            |            |              |              |               |               |            |            |                           |                           |                       |                       |        |          |      |
| Johannes Homateni | bis 55 kg  |              |              |               |               |            |            |                           |                           |                       |                       |        |          | 8    |
| Nico Jacobs       | bis 84 kg  |              |              |               |               |            |            |                           |                           |                       |                       |        |          | 9    |
| Wynand Jacobs     | bis 74 kg  |              |              |               |               |            |            |                           |                           |                       |                       |        |          | 4    |
| Stephen Le Roux   | bis 66 kg  |              |              |               |               |            |            |                           |                           |                       |                       |        |          | 9    |
| Rudolf Vaessler   | bis 66 kg  |              |              |               |               |            |            |                           |                           |                       |                       |        |          | 8    |

### Schießen
| Athleten                              | Wettbewerb              | Qualifikation   | Qualifikation | Finale          | Finale | Rang |
| Athleten                              | Wettbewerb              | Ringe/ Scheiben | Rang          | Ringe/ Scheiben | Rang   | Rang |
| ------------------------------------- | ----------------------- | --------------- | ------------- | --------------- | ------ | ---- |
| Männer                                |                         |                 |               |                 |        |      |
| Christoffe Honey Schalk van der Merwe | Gewehr – Team           |                 |               | 378,29          | 32     | 32   |
| Leon Malherbe                         | 10 m Luftpistole        |                 |               | 546             | 26     | 26   |
| Leon Malherbe                         | 25 m Pistole            |                 |               | 528             | 22     | 22   |
| Leon Malherbe                         | 50 m Pistole            |                 |               | 524             | 17     | 17   |
| Schalk van der Merwe                  | Gewehr                  |                 |               | 577,49          | 13     | 13   |
| Friedhelm Sack                        | 10 m Luftpistole        |                 |               | 669,3           | 7      | 7    |
| Friedhelm Sack                        | 25 m Pistole            |                 |               | 560             | 5      | 5    |
| Friedhelm Sack                        | 50 m Pistole            |                 |               | 536             | 11     | 11   |
| Leon Malherbe Friedhelm Sack          | 10 m Luftpistole – Paar |                 |               | 1134            | 3      | 3    |
| Leon Malherbe Friedhelm Sack          | 25 m Pistole – Paar     |                 |               | 1078            | 10     | 10   |
| Leon Malherbe Friedhelm Sack          | 50 m Pistole – Paar     |                 |               | 1058            | 6      | 6    |